# Pseudione kensleyi
Pseudione kensleyi is een pissebed uit de familie Bopyridae. De wetenschappelijke naam van de soort is voor het eerst geldig gepubliceerd in 2005 door James David Williams & Schuerlein.